# We could be the same
We could be the same is een lied van de groep MaNga. Het was de Turkse inzending voor het Eurovisiesongfestival 2010. Het stootte door naar de finale waar het 2de eindigde met 170 punten.